# Кубок Кремля 2003
Кубок Кремля 2003 — тенісний турнір, що відбувся на закритих кортах з килимовим покриттям Олімпійський у Москві (Росія). Належав до серії International в рамках Туру ATP 2003, а також до серії Tier I в рамках Туру WTA 2003. Тривав з 29 вересня до 5 жовтня 2003 року.

## Переможниці та фіналістки

### Одиночний розряд, чоловіки
Тейлор Дент —  Саргіс Саргсян 7–6(7–5), 6–4
- Для Дент це був 3-й титул за сезон і 4-й - за кар'єру.

### Одиночний розряд, жінки
Анастасія Мискіна —  Амелі Моресмо 6–2, 6–4
- Для Мискіної це був 4-й титул за сезон і 6-й — за кар'єру.

### Парний розряд, чоловіки
Магеш Бгупаті /  Макс Мирний —  Вейн Блек /  Кевін Ульєтт 6–3, 7–5
- Для Бгупаті це був 4-й титул за сезон і 30-й - за кар'єру. Для Мирного це був 5-й титул за сезон і 18-й - за кар'єру.

### Парний розряд, жінки
Надія Петрова /  Меган Шонессі —  Анастасія Мискіна /  Віра Звонарьова 6–3, 6–4
- Для Петрової це був єдиний титул за сезон і 4-й — за кар'єру. Для Шонессі це був 1-й титул за рік і 4-й — за кар'єру.